# Жук Максим Олександрович
Максим Олександрович Жук (5 серпня 1991) — український веслувальник. Майстер спорту України.
Представляє Черкаський регіональний центр з фізичної культури і спорту інвалідів «Інваспорт». Проживає у Драбівському районі.

## Досягнення
- Фіналіст чемпіонату світу 2015 року.
- Фіналіст Кубка світу 2015 року.
- Бронзовий призер Кубку світу 2016 року.
- Майстер спорту України міжнародного класу.
- Учасник XV літніх Паралімпійських ігор 2016 року (м. Ріо-де-Женейро).
- Чемпіон кубку світу 2017 року.
- Триразовий срібний призер Кубку світу 2019 року.
- Срібний призер Чемпіонату Європи 2020 року
- Бронзовий призер Чемпіонату Європи 2021 року.
- Учасник XVI літніх Паралімпійських ігор 2020 року (м.Токіо)